# العنقبة (ذي السفال)

تعديل مصدري - تعديل

العنقبة محلة تابعة لقرية اللفجين، التابعة لعزلة الدخال بمديرية ذي السفال إحدى مديريات محافظة إب في الجمهورية اليمنية، بلغ تعداد سكانها 44 حسب تعداد اليمن لعام 2004.